# Кольонія-Волянув
Кольонія-Волянув (пол. Kolonia Wolanów) — село в Польщі, у гміні Волянув Радомського повіту Мазовецького воєводства.
У 1975-1998 роках село належало до Радомського воєводства.